# ميس جعيد
ميس جعيد (الاسم العلمي: Celtis rugulosa) هو نوع نباتي يتبع جنس الميس من فصيلة القنبية.